# Bibliothèque Saint-Germain-des-Prés
La bibliothèque Saint-Germain-des-Prés est une bibliothèque universitaire pluridisciplinaire de l'université Paris-Cité, héritière de la bibliothèque de sociologie de l'université de Paris fondée en 1946 et de la bibliothèque des sciences du campus Saint-Germain-des-Prés.
La bibliothèque de sociologie, puis la bibliothèque de sciences humaines et sociales était l'une des plus importantes bibliothèques françaises dans les domaines de la sociologie, de la linguistique et des sciences de l’éducation. Elle fut un pôle associé de la Bibliothèque nationale de France sur les questions de santé et de société (santé, médecine, éthique...); en 2018, ses fonds de sociologie et de sciences du langage ont été labellisés « collections d'excellence » dans le cadre du dispositif national CollEx-Persée.
De 2006 à 2019, elle avait la forme d’une unité mixte de service (UMS 3036) dépendant à la fois de l’université Paris Descartes (Paris V) et du CNRS. En janvier 2020, elle devient l'un des sites de la direction des bibliothèques de l'université Paris-Cité. Le le 1er septembre 2021, la bibliothèque de sciences humaines et sociales a fusionné avec la bibliothèque des sciences du campus Saint-Germain-des-Prés pour former la Bibliothèque Saint-Germain-des-Prés.

## Histoire
La bibliothèque conserve les collections issues de deux fonds distincts.

### Les bibliothèques de sciences humaines de l'université Paris Descartes
Une partie provient des anciennes collections de sciences humaines et sociales de l’ex université Paris Descartes (auparavant université Paris V) – les fonds de sciences sociales et de linguistiques étant naguère conservés en Sorbonne et ceux de sciences de l’éducation sur le site de la rue des Saints-Pères. Le riche fonds de linguistique comprend notamment des livres issus de bibliothèques privées de professeurs importants (Abel Hovelacque, Joseph Vendryes, etc.).

### La bibliothèque de sociologie du CNRS

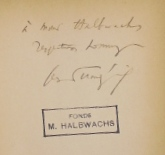
Envoi autographe de Georges Dumézil à Maurice Halbwachs.
Fonds Maurice Halbwachs.

Mais une grande partie des collections provient du fonds de la bibliothèque de sociologie du CNRS. Ces collections se constituent petit à petit au cours de la seconde moitié du XXe siècle. Georges Gurvitch fait don d’ouvrages de sociologie américains tandis que Maurice Halbwachs lègue une partie de sa bibliothèque au Centre d’études sociologiques au lendemain de la guerre.
La bibliothèque, créée par Lucienne Thomas, suit donc la destinée du CES. D’abord installée rue de Varenne, elle déménage rue Cardinet en 1959. Elle possède une mission d’acquisition et de mise à disposition des ressources documentaires mais également de signalement dans un but de recherche : la bibliothèque est ainsi chargée de la section « sociologie » du Bulletin signalétique au début des années 1970.
Jacques Lautman, directeur du département des sciences de l'homme et de la société au CNRS, la rebaptise « Bibliothèque de sociologie du CNRS » en 1986. Elle acquiert alors un nouveau rattachement – à l’Institut de recherche sur les sociétés contemporaines – et une nouvelle implantation, rue Pouchet. Fermée pour restructuration, la bibliothèque rouvre en 2004 sous la forme d’une unité propre de service (UPS) : ses collections sont alors de près de 50 000 monographies et 1 500 périodiques, dont 500 vivants. En 2006 et jusqu'au 31 décembre 2019, elle constitue, avec les anciennes collections des bibliothèques d'UFR de l'université Paris Descartes, la nouvelle Bibliothèque de sciences humaines et sociales Descartes-CNRS.
En 2008, l'ex-Société des Amis du Centre d'Études Sociologiques (SACES) a confié à la bibliothèque un fonds de photographies réunissant des portraits de sociologues (Raymond Aron, André Davidovitch, Émile Durkheim, Georges Friedmann, Louis Gernet, Alain Girard, Marcel Granet, Georges Gurvitch, Maurice Halbwachs, Robert Hertz, Lucien Lévy-Bruhl, Marcel Mauss, Pierre Naville, Pierre Joseph Proudhon, Jean Stoetzel). L'ensemble de la collection représente 15 tableaux aux dimensions 32,5 × 38,5 cm encadrés. Une partie de ce fonds a été déposée sur l'archive ouverte MediHAL. Ces portraits ont été exposés dans la salle de lecture de la bibliothèque à partir de janvier 2011.

## La bibliothèque aujourd’hui
A compter du 1er janvier 2020, la bibliothèque de Sciences humaines et sociales reste une bibliothèque de recherche, destinée à la communauté universitaire de l'université de Paris nouvellement créée. Elle est installée au rez-de-chaussée du bâtiment Jacob sur le campus Saint-Germain-des-Prés de la rue des Saints-Pères, dans le 6e arrondissement de Paris.
Elle possède une collection très complète d’environ 120 000 monographies, dont plus de 5000 thèses et  1200 DVS documentaires ainsi que d'immenses collections de périodiques (3 200 titres de périodiques dont 330 vivants ).
Depuis le 1er septembre 2021, la Bibliothèque de sciences humaines et sociales a fusionné avec la bibliothèque Sciences du campus Saint-Germain-des-Prés pour former la Bibliothèque Saint-Germain-des-Prés.